# Hans Freundt
Hans Freundt (* 14. März 1892 in Hamburg; † 28. Januar 1953 ebenda) war ein deutscher Schauspieler, Hörfunkmoderator, -sprecher, -regisseur und Autor.

## Leben
Bereits im Alter von 16 Jahren begann Hans Freundt 1908 seine Schauspielkarriere am Stadttheater der damals noch selbstständigen Gemeinde Wandsbek. Daran schlossen sich Engagements in Bremerhaven, Hamburg, Gera, Düsseldorf und Kiel an. 1924 holte ihn der Intendant Hans Bodenstedt zur Nordischen Rundfunk AG (NORAG), wo er als Autor, Regisseur und Sprecher tätig war. Nach der Machtergreifung durch die Nationalsozialisten wurde der Sender 1934 verstaatlicht, und Freundt wurde im Jahr darauf wegen seiner so genannten „Mischehe“ entlassen. 1939 gewährte ihm das Hamburger Thalia Theater einen Unterschlupf. Als die Verhaftung und Verschleppung in ein Konzentrationslager drohte, entzog sich das Ehepaar den Schergen durch eine Flucht in die Lüneburger Heide.
Gleich nach Kriegsende fand er wieder eine Anstellung beim NWDR Hamburg, dem Rechtsnachfolger der Nordischen Rundfunk AG. Dort wurde er schon bald Leiter des Kinderfunks und etwas später auch der Niederdeutschen Abteilung. Außerdem wirkte er seit 1945 auch bei der Synchronisation fremdsprachiger Filme mit. 1948 feierte er sein 40-jähriges Künstlerjubiläum.

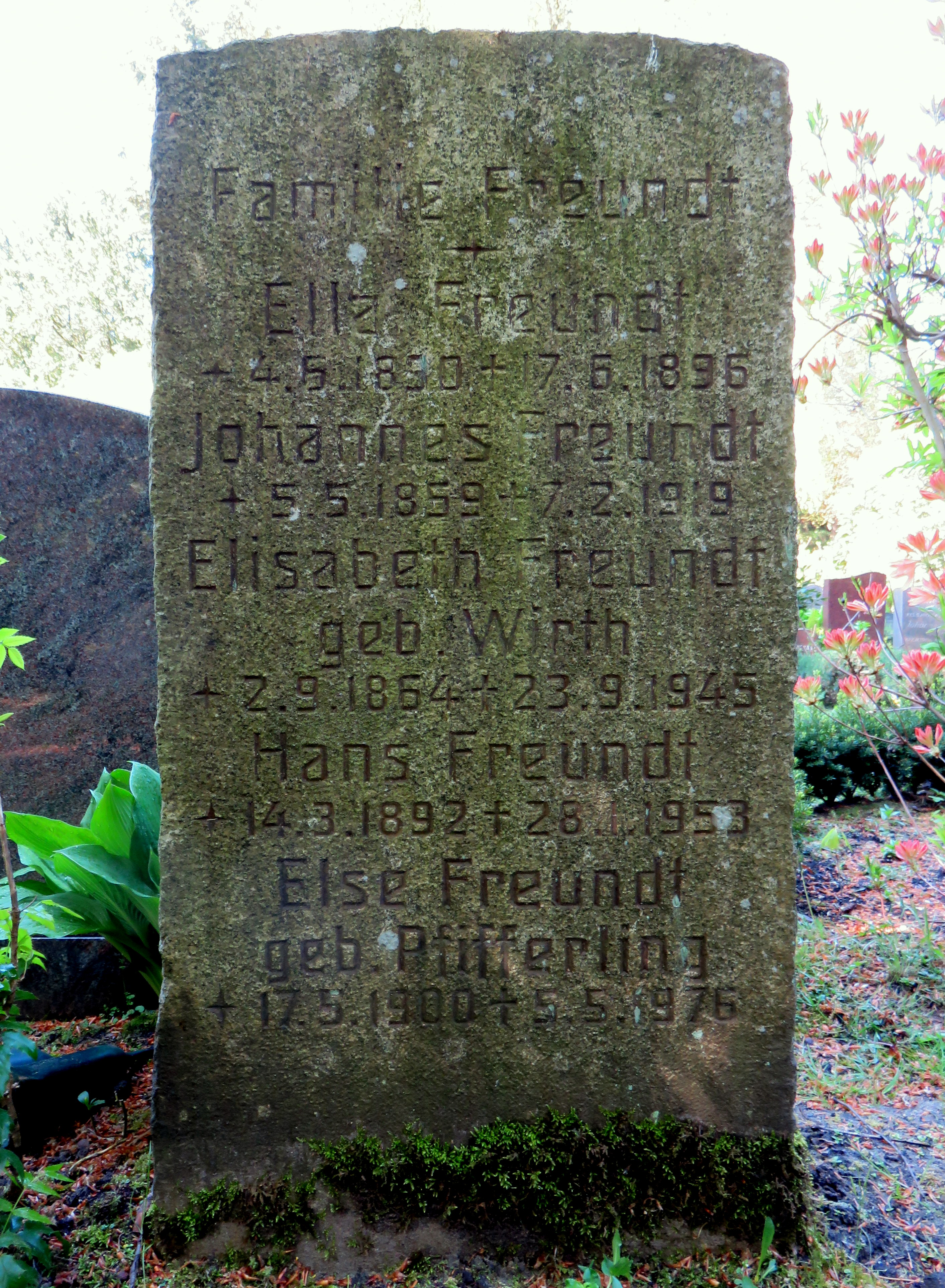
Grabstein für Hans Freundt auf dem Friedhof Ohlsdorf

Etwa ab 1927 begann seine Karriere als Hörspielregisseur bei der NORAG, die er nach 1945 auch beim NWDR Hamburg fortsetzte. Vorwiegend inszenierte er nun aber Produktionen in niederdeutscher Sprache. Die mitwirkenden Sprecher für dieses Genre gehörten, wie schon in der Vorkriegszeit, zum allergrößten Teil dem Ensemble des Hamburger Ohnsorg-Theaters an. So wirkten beispielsweise in dem 1950 entstandenen Hörspiel Swienskomödi von August Hinrichs, welches am 21. Januar 1950 erstgesendet wurde, Carl Voscherau, Hilde Sicks, Hans Mahler und Heidi Kabel in den Hauptrollen mit. In dem Mundart-Hörspiel  De Pott is twei von 1952, eine von Albert Mähl (1893–1970) ins Niederdeutsche übertragene Fassung des Lustspiels Der zerbrochne Krug von Heinrich von Kleist, sprachen unter anderen Hartwig Sievers, Hans Mahler, Otto Lüthje und Magda Bäumken die wichtigsten Charaktere. Zu seinen hochdeutschen Inszenierungen dieser Zeit gehört u. a. Besorgen Sie uns 2000 Dromedare – Eine Erinnerung an den großen Tiermeister Carl Hagenbeck von Robert Walter. Hier war neben Carl Voscherau, Erwin Wirschaz und Georg Pahl auch der renommierte Schauspieler Eduard Marks zu hören.
Freundt starb am 28. Januar 1953 an einem Herzschlag. Die Beisetzung fand am 3. Februar 1953 auf dem Friedhof Ohlsdorf im Planquadrat Q10-301 statt. Seine Ehefrau Else, geb. Pfifferling, fand dort am 13. Mai 1976 ebenfalls ihre letzte Ruhestätte.

Im Deutschen Bühnen-Jahrbuch von 1954 ist über ihn u. a. folgendes zu lesen: 

„Seine Geradlinigkeit, sein Ideenreichtum und seine große funkische Erfahrung wirkten sich in einer fast unübersehbaren Vielzahl von Sendungen aus, die unter seiner Verantwortung entstanden. Der NWDR verliert damit einen seiner ältesten und bewährtesten Mitarbeiter, der so schnell nicht vergessen werden wird.“

## Hörspiele

### Als Regisseur
- 1927: Ich heirate meine Tochter (auch Sprecher) – Autorin: Auguste Groß von Trockau
- 1928: Funkheinzelmanns Märchenstunde: Wie Prinz Freimund die Freude fand – Autorin: Grete Berges
- 1928: Funkheinzelmanns Märchenstunde: Der Narr und die Prinzessin – Autorin: Else von Steinkeller
- 1928: Wann hat sie gelogen? – Autor: Hans Werner Knobloch (Original-Hörspiel)
- 1928: Ingeborg (auch Sprecher: Peter Peter) – Autor: Curt Goetz
- 1949: Dat Moor – Autor: Bruno Wellenkamp
- 1949: Wrack – Autor: Wilfried Wroost
- 1949: Silvester oder „Bullenkopp un Stint“ – Autor: Paul Schurek
- 1950: Swienskomödi – Autor: August Hinrichs
- 1950: Dat Düvel Maskenspill – Autor: Ludwig Hinrichsen
- 1950: Till Ulenspegel – Autor: Willy Krogmann
- 1950: De Schapschur – Autor: Friedrich Griese
- 1950: Oprümen – Autor: Hans Heitmann
- 1950: De Knecht – Autorin: Martha Jochens
- 1950: Mudder Mews – Autor. Fritz Stavenhagen
- 1950: Nasommer – Autor: Fritz Völker
- 1950: Familjenansluß – Autor: Karl Bunje
- 1950: Lünkenlarm – Autor: Paul Schurek
- 1950: Gorch Fock – Söbentig Joahr – Autor: Rudolf Kinau
- 1950: Engel Kirk – Autor: Otto Franz Grund
- 1950: Du – Autor und Sprecher: Rudolf Beiswanger (gemeinsam mit Heidi Kabel)
- 1950: Johannes Brahms – Autorin: Martha Jochens
- 1951: Dat Redentiner Osterspill – Autor: Peter Kalff
- 1951: Blomen un Unkruut – Autor: Heinz Lanker
- 1951: Thies un Ose – Autor: Hans Ehrke
- 1951: Versteeken spelen – Autor: Heinrich Behnken
- 1951: Avendroot. Eine besinnliche Szene – Autor: Jan Fabricius
- 1951: Die großen Brüder – Autor: Johannes D. Peters
- 1951: De dütsche Michel – Autor: Fritz Stavenhagen
- 1951: Ünner een Dack – Autor: Jan Fabricius
- 1951: De Ehestiftung – Autor: Heinrich Behnken
- 1951: Kristoffer Kolumbus – Autor: Rudolf Kinau
- 1951: Wenn dat man good geiht – Autor: Rudolf Kinau
- 1951: Snaaksche Wienachten – Autor: Heinrich Behnken
- 1951: Krut gegen den Dood – Autor: Hans Heitmann
- 1951: Dat plattdütsche Krüppenspäl – Autor: Heinrich Schmidt-Barrien
- 1951: Twüschen Wihnachten un Niejaar – Autor: Otto Tenne
- 1952: Heimotluft – Autor: Herbert Stahlbuhk
- 1952: Vom Fischmarkt zum Dovenfleet – Autor: Heinrich Deiters
- 1952: Schenkt ward di nix! – Autor: Hans Arnold Plöhn
- 1952: Peter Lurenz bi Abukir – Autor: John Brinckman
- 1952: As de Minschen – Autor: Paul Schurek
- 1952: Ut de Franzosentid – Autor: Fritz Reuter
- 1952: De Pott is twei (Niederdeutsche Version von Der zerbrochne Krug) – Autor: Heinrich von Kleist
- 1952: Hüüt kummt Vadder ok mol an de Luft! – Autor: Otto Tenne
- 1952: Das kommt nicht wieder! – Autor: Albert Mähl
- 1952: Allns üm de Deern – Autor: Hans Bunje
- 1952: Een Sommerdag – Autor: Heinrich Behnken
- 1952: Ulenspegel – Kneep – Autor: Heinrich Andresen
- 1952: In Luv und Lee die Liebe – Autor: Friedrich Lindemann
- 1952: Eidig, der ein Wildschütz war – Autor: Konrad Tegtmeier
- 1952: Jürnjakob Swehn, der Amerikafahrer – Autor: Johannes Gillhoff
- 1952: Sößunsößtig – Autor: Heinrich Dieckelmann
- 1952: De Pannkokenjung – Autor: Henrik Wranér
- 1952: Der Quickborn – Autor: Albert Mähl
- 1952: De grote Krink – Autoren: Heinrich Behnken; Otto Tenne
- 1952: Besorgen Sie uns 2000 Dromedare – Autor: Robert Walter
- 1952: Lot mi an Land – Autor: Hans Kobitzsch
- 1952: De dütsche Slömer – Autor: Johannes Stricker
- 1952: De Düwel lehrt danzen – Autor: Paul Schurek
- 1952: Leewen Beseuk – Autor: Hans Arnold Plöhn
- 1952: Juulklapp – Autor: Fritz Reuter
- 1952: De nige Bessen! – Autor: Otto Tenne
- 1953: Dat verkennte Genie – Autor: Adolf Woderich
- 1953: Finkwarder – Autor: Rudolf Kinau
- 1953: Dat Jubelpaar – Autor: Harry Krüger-York
- 1957: Albert Ballin – Autor: Albert Mähl (Die Aufnahme entstand bereits im Jahre 1950)

### Als Sprecher bei der NORAG (Auswahl)
- 1925: Bunbury (Merriman, Diener) – Autor: Oscar Wilde; Regie: Hermann Beyer
- 1925: Alt-Heidelberg (Lutz, Kammerdiener) – Autor: Wilhelm Meyer-Förster; Regie: Hermann Beyer
- 1925: Der Raub der Sabinerinnen (Karl Groß) – Autoren: Franz und Paul von Schönthan; Regie: Hermann Beyer
- 1925: Die Journalisten (Senden, Gutsbesitzer) – Autor: Gustav Freytag, Regie: N. N.
- 1925: Im weißen Rössl (Ein Hochtourist) – Autor: Oscar Blumenthal, Gustav Kadelburg; Regie: Ernst Pündter
- 1925: Charleys Tante (Charley Wykeham, Student in Oxford) – Autor: Brandon Thomas – Regie: Ernst Pündter
- 1925: Erster Klasse (Assessor Alfred von Kleewitz) – Autor: Ludwig Thoma – Regie: Ernst Pündter
- 1925: Lumpaci Vagabundus – Autor: Johann Nestroy; Regie: Hermann Beyer
- 1926: Das Versprechen hinterm Herd (Freiherr von Stryond) – Autor: Alexander Baumann; Regie: Hans Böttcher
- 1926: Die Fahrt nach Helgoland (Max Müller, ein Berliner) – Autor: Wilhelm Ehlers; Regie: Hermann Beyer
- 1926: Der Herr der Erde (u. a. Smith, Besitzer der „Evening Post“) (Großfunkspiel in sechs Sendungen von Hans Bodenstedt und Alice Fliegel) – Regie: Hermann Beyer
- 1926: Die Anna-Lise (Marquis de Chalisac) – Autor: Hermann Hersch; Regie: Karl Pündter
- 1926: Das Glas Wasser (Ein Mitglied des Parlaments) – Autor: Eugène Scribe; Regie: Hans Bodenstedt
- 1926: Der Mann unterm Bett (Der Maler) – Autor: Paul Rosenhayn; Regie: Nicht angegeben
- 1926: Ruhe, es wird gesendet! (Ansager) (siebenteilige Senderevue; Reihe: Rundfunkwerbewoche) – Autor: N. N.; Regie: Nicht angegeben
- 1926: Das gestohlene Mikrophon (Lattenkamp, der Dieb) (Reihe: Heiteres Wochenende / Die lachende NORAG) – Autor: Erwin Freund; Regie: Nicht angegeben
- 1926: Ein Heiratsantrag (Iwan Wassiljitsch Domow) – Autor: Anton Tschechow; Regie: Hans Bodenstedt
- 1926: Die versunkene Glocke (Der Schulmeister) – Autor: Gerhart Hauptmann; Regie: Hans Bodenstedt
- 1926: Hirtenspiel aus Steiermark (2. Hirt) (Reihe: Funkheinzelmanns Mädchenstunde) – Autor: N. N.; Regie: Nicht angegeben
- 1927: Gespenstersonate – Autor: August Strindberg; Regie: Hermann Beyer
- 1927: Tartüff – Autor: Molière; Regie: Harald Röbbeling

Aus: Hörspielarchiv der ‚’Stiftung Deutsches Rundfunkarchiv’’

### Sonstiges
- 1949: Hans Langmaack liest niederdeutsche Gedichte (Redaktion und Regie)

Die Aufnahme, die beim NWDR Hamburg entstand, ist noch erhalten.